# (12127) Mamiya
(12127) Mamiya est un astéroïde de la ceinture principale.

## Description
(12127) Mamiya est un astéroïde de la ceinture principale. Il fut découvert le 9 septembre 1999 à Sapporo par Kazuro Watanabe. Il présente une orbite caractérisée par un demi-grand axe de 2,45 UA, une excentricité de 0,19 et une inclinaison de 3,6° par rapport à l'écliptique.

## Compléments